# Yasutaka Yanagi
Yasutaka Yanagi (født 22. juni 1994) er en japansk fodboldspiller, som spiller for den japanske fodboldklub Albirex Niigata.